# Ivan Dobrović
Ivan Dobrović (Johann Dobrovich) (Vulkaprodrštof, 10. srpnja 1882. – 1967.), gradišćanski hrvatski je pedagoški i povijesni pisac
Rodio se u Vulkaprodrštofu (njem. Wulkaprodersdorf). Organizirao je hrvatsko školstvo u Gradišću nakon Prvog svjetskog rata. Sastavljač je metodički osuvremenjenih početnica i čitanaka. Obogatio je pedagoškim i stručnim nazivljem čakavski standard hrvatskog jezika iz Gradišća. Suosnivač središnje organizacije gradišćanskih Hrvata Hrvatskog kulturnog društva.

## Vanjske poveznice
- Kolo Matice Hrvatske  Arhivirana inačica izvorne stranice od 19. travnja 2017. (Wayback Machine) Alojz Jembrih: Društvo prijatelja gradišćanskih Hrvata u Zagrebu